# جونيور براون
جونيور براون (بالإنجليزية: Junior Brown)‏ (7 مايو 1989 في المملكة المتحدة - ) هو لاعب كرة قدم بريطاني في مركز الدفاع. لعب مع أكسفورد يونايتد وشروزبري تاون ونادي ترانمير روفرز لكرة القدم ونادي كرو ألكساندرا وKidsgrove Athletic F.C. ‏ ونورثويتش فيكتوريا ونادي مانسفيلد تاون وفليتوود تاون وإف سي هاليفاكس تاون.

## وصلات خارجية
- جونيور براون على موقع قاعدة بيانات كرة القدم.إي يو (الإنجليزية)
- جونيور براون على موقع Soccerbase.com (لاعب) (الإنجليزية)
- جونيور براون على موقع Soccerway.com (الإنجليزية)